# Franska Division 1 2001/2002
Franska Division 1 2001/2002 vanns av Olympique Lyonnais.

## Poängtabell
| Nr | Lag                    | S  | V  | O  | F  | GM | IM | MS  | P  |
| -- | ---------------------- | -- | -- | -- | -- | -- | -- | --- | -- |
| 1  | Lyon                   | 34 | 20 | 6  | 8  | 62 | 32 | +30 | 66 |
| 2  | Lens                   | 34 | 18 | 10 | 6  | 55 | 30 | +25 | 64 |
| 3  | Auxerre                | 34 | 16 | 11 | 7  | 48 | 38 | +10 | 59 |
| 4  | Paris Saint-Germain    | 34 | 15 | 13 | 6  | 43 | 24 | +19 | 58 |
| 5  | Lille                  | 34 | 15 | 11 | 8  | 39 | 32 | +7  | 56 |
| 6  | Bordeaux               | 34 | 14 | 8  | 12 | 34 | 31 | +3  | 50 |
| 7  | Troyes                 | 34 | 13 | 8  | 13 | 40 | 35 | +5  | 47 |
| 8  | Sochaux-Montbéliard    | 34 | 12 | 10 | 12 | 41 | 40 | +1  | 46 |
| 9  | Marseille              | 34 | 11 | 11 | 12 | 34 | 39 | −5  | 44 |
| 10 | Nantes Atlantique (RM) | 34 | 12 | 7  | 15 | 35 | 41 | −6  | 43 |
| 11 | Bastia                 | 34 | 12 | 5  | 17 | 38 | 44 | −6  | 41 |
| 12 | Stade Rennais          | 34 | 11 | 8  | 15 | 40 | 51 | −11 | 41 |
| 13 | Montpellier            | 34 | 9  | 13 | 12 | 28 | 31 | −3  | 40 |
| 14 | Sedan                  | 34 | 8  | 15 | 11 | 35 | 39 | −4  | 39 |
| 15 | AS Monaco              | 34 | 9  | 12 | 13 | 36 | 41 | −5  | 39 |
| 16 | Guingamp               | 34 | 9  | 8  | 17 | 34 | 57 | −23 | 35 |
| 17 | Metz                   | 34 | 9  | 6  | 19 | 31 | 47 | −16 | 33 |
| 18 | Lorient                | 34 | 7  | 10 | 17 | 43 | 64 | −21 | 31 |

## Skytteliga
| Position | Namn                    | Nationalitet    | Klubb                  | Mål |
| -------- | ----------------------- | --------------- | ---------------------- | --- |
| 1        | Djibril Cissé           | Frankrike       | AJ Auxerre             | 22  |
| 1        | Pauleta                 | Portugal        | Bordeaux               | 22  |
| 3        | Jean-Claude Darcheville | Frankrike       | FC Lorient             | 19  |
| 4        | Nicolas Goussé          | Frankrike       | Troyes AC              | 15  |
| 5        | Shabani Nonda           | DR Kongo        | AS Monaco              | 14  |
| 5        | Pierre-Alain Frau       | Frankrike       | FC Sochaux-Montbéliard | 14  |
| 5        | Sonny Anderson          | Brasilien       | Olympique Lyonnais     | 14  |
| 5        | Tony Vairelles          | Frankrike       | SC Bastia              | 14  |
| 9        | Daniel Moreira          | Frankrike       | RC Lens                | 11  |
| 9        | Bruno Cheyrou           | Frankrike       | Lille                  | 11  |
| 11       | Sidney Govou            | Frankrike       | Olympique Lyonnais     | 10  |
| 11       | El Hadji Diouf          | Senegal         | RC Lens                | 10  |
| 13       | Dagui Bakari            | Elfenbenskusten | Lille                  | 9   |
| 14       | Ronaldinho              | Brasilien       | Paris Saint-Germain    | 8   |
| 14       | Fabrice Fiorèse         | Frankrike       | Paris Saint-Germain    | 8   |
| 14       | Lamine Sakho            | Senegal         | Olympique de Marseille | 8   |
| 14       | Cédric Bardon           | Frankrike       | En Avant Guingamp      | 8   |
| 14       | Patrice Loko            | Frankrike       | Troyes AC              | 8   |
| 14       | Henri Camara            | Senegal         | CS Sedan-Ardennes      | 8   |

## Anmärkningslista
1. ↑  Kvalificerade för Uefacupen via vinst i Coupe de la Ligue.
2. ↑  Kvalificerade för Uefacupen via vinst i Coupe de France.